# Шамс ад-Дин Мухаммад
Шамс ад-Ди́н Муха́ммад (араб. شمس الدین محمد‎, род. 1256 — 1310) — 28-й имам исмаилитской общины низаритов.
Был первым имамом, правившим после разрушения Низаритского исмаилитского государства Монгольской империей, и провёл свою жизнь, скрывая свою истинную личность. После его смерти линия наследования разделилась на две: касимитскую, сохранившаяся до наших дней в Ага-ханах, и муминитскую линию, которая вымерла на рубеже XIX века.

## Биография
Его жизнь малоизвестна, так как о нём известно мало подробностей. Шамс ад-Дин был младшим сыном Рукн ад-Дина Хуршаха, последнего Аламутского правителя, центра Низаритского исмаилитского государства, пока оно не было захвачено Монгольской империей в ноябре 1256 года. Низаритская традиция гласит, что его отец назначил его наследником (насс) и доставил в безопасное место в последние месяцы перед монгольской осадой Аламута и капитуляцией его отца. Остальные члены его семьи были казнены монголами, оставив Шамс ад-Дина единственным выжившим. После казни своего отца, где-то в конце весны 1257 года, Шамс ад-Дин автоматически сменил его на посту имама.
Остаток своей жизни провёл в Азербайджане, в Тебризе или его окрестностях. Скрывал свою личность, вместо этого приняв облик суфийского мистика (обычная практика среди низаритов в то время) и вышивальщика, откуда он традиционно известен под прозвищем «Зардуз». В низаритской традиции Шамс ад-Дина иногда путают с более ранним мистиком Шамсом Тебризи.
Падение Аламута лишило широко распространённое низаритское движение его центра, но Шамс ад-Дин, по-видимому, установил контакт по крайней мере с некоторыми низаритскими группами. В своём путешествии «Сафар-наме» исмаилитский поэт Низари Кухистани ссылается на то, что видел Шамс ад-Дина в 1280 году, называя его именами Шамс-и Дин-шах Нимруз Али и Шах Шамс. Во время его имамата низаритская община сумела перегруппироваться в Рудбаре на севере Персии и даже временно вновь оккупировала Аламут, однако позднее, сирийские низариты попали под власть Мамлюкского султаната.

## Смерть и споры о наследовании
Шамс ад-Дин умер около 1310 года, положив начало малоизвестному периоду в истории низаритов, который продолжался до конца XV века. Имамы того времени известны немногим меньше, чем имена в списках преемственности, датируемых гораздо более поздними периодами, с небольшим количеством достоверных дат или информации об их жизни. Однако известно, что после смерти Шамс ад-Дина его старший сын Ала ад-Дин Му'мин-шах оспорил право наследования с младшим, Касим-шахом. Это раскололо низаритский имамат на две соперничающие линии, касимиты (Касим-шахи) и муминиты (Мухаммад-шахи), хотя сам раскол почти не упоминается в низаритской литературе. Средний сын, Кийа-шах, не предъявлял подобных претензий.
Муминитская линия, первоначально более известная из двух, вымерла в конце XVIII века и сегодня сократилась до нескольких тысяч последователей в Сирии, в то время как касимитская линия в конечном итоге представляет большинство современных исмаилитов, и сегодня её возглавляют Ага-ханы.